# Frederic Mistral
Frederic Mistral (occità antic: Frederi Mistral)  (Malhana, 8 de setembre de 1830 - Malhana, 25 de març de 1914) fou un dels escriptors occitans més importants per a la renaixença de la llengua occitana al segle xix. Va ser Mistral qui va fundar el felibritge, moviment que situà la literatura en llengua d'oc al capdavant de les llengües minoritzades d'Europa. Per mor de la riquesa de la seva producció literària, el poeta provençal rebé el 1904 el Premi Nobel de Literatura. A més a més, Mistral va ser l'autor de Lou tresor dóu felibrige, el diccionari més complet de la llengua occitana.

## Biografia
Frederic Mistral va néixer el 8 de setembre del 1830 al mas dau Jutge, masia que pertany al terme de Malhana, poble situat a Provença, a prop del Roine. Frederic era el fill d'en Francés Mistral, un terratinent benestant que es casà quan tenia 57 anys amb Adelaïda Polinet, filla del batlle de Malhana.
El jove Mistral, que es crià al camp envoltat per gent de la pagesia que només parlava occità, no va anar a escola fins als 9 anys. Va ser aleshores quan va començar a aprendre el francès.
Entrà després al Liceu Dupuy a Avinyó, institut on treballava l'escriptor Josèp Romanilha, que seria després el seu mentor i amic.
El 1847, obtingué el batxillerat a Nimes i se'n tornà a Malhana. Continuà els estudis a la universitat d'Ais de Provença, on trià la carrera de dret i se'n graduà el 1851. Morí el 25 de març del 1914 al seu poble natal.

## Felibrige

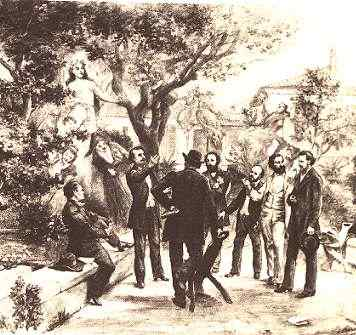
Il·lustració representant l'aplec de Fòntsegunha

El 1854, es reuní a Fòntsegunha, Provença, amb els poetes Teodòr Aubanèl, Josèp Romanilha, Ansèume Matièu, Pau Gièra, Anfos Tavan i Joan Brunet, amb els quals va fundar el moviment del felibritge, que ha estat promovent la llengua provençala des de la seva creació.
El 1861, gràcies a Damas Calvet de Budalles, els provençals descobriren la Renaixença catalana i els lligams entre provençals i catalans s'intensificaren, fins a arribar al 1870, en què Víctor Balaguer anà a Occitània i oferí la copa santa als membres del grup del felibritge i Mistral anà a Catalunya i reconegué públicament el talent poètic de Jacint Verdaguer, vencedor dels Jocs Florals. Durant aquest període, Mistral es proclamava federalista i manifestava un patriotisme provençal intransigent.
Però la guerra francoprussiana marcà un canvi polític arreu de França, accentuat encara pel caràcter radical de la Comuna de París. Des d'aleshores, esdevingué el poeta de la tradició catòlica i menyspreà el progrés social. No abandonà aquesta actitud ni per ajudar el Llenguadoc vitícola, revoltat el 1907, malgrat la petició d'ajuda que li van fer Marcelin Albert i l'alcalde socialista de Narbona, Ernest Ferrol o Ferroul.
Del 1876 al 1888, Mistral fou capolièr del felibritge; es preocupà de donar-li una estructura panoccitana i una ressonància en l'àmbit de la llatinitat, però no l'alliberà de la divisió entre la dreta i l'esquerra (felibritge roig). Mancat d'una línia política coherent, no aconseguí que les seves reivindicacions fossin preses en consideració per la classe política occitana, i la seva obra no pogué conjurar la desoccitanització del país, ja activa durant la seva vida.

## Obra literària

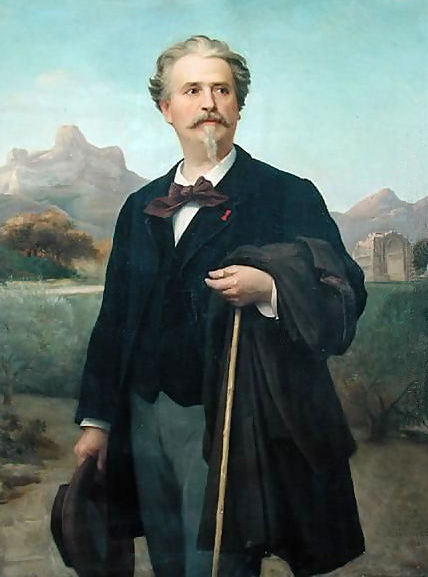
Retrat d'en Frederic Mistral

La seva obra cabdal és Mirèio (Mireia), la qual li va requerir vuit anys d'esforç. Contràriament a l'ortografia clàssica occitana, que haguera estat Mirèia, Mistral va adoptar, per influència del seu mestre Josèp Romanilha una grafia occitana basada en el francès, també coneguda com a mistraliana, en oposició a la grafia clàssica utilitzada pels trobadors. Mirèio ens conta l'amor d'un jovènt (un 'home jove'), Vincent, i d'una bella provençal, Mirèio. N'és la primera baula, amb la recreació de tot un món popular, patriarcal i geòrgic, que no exclou l'eco de dolorosos episodis personals i el drama de la «chata» que mor en accedir al desvetllament del desig. La història és comparable a la de Romeu i Julieta, mostrant una gran força dels sentiments. El 1864, Gounod adaptava aquesta obra per a la seva òpera Mireille. En Calendau (1867), la descoberta apassionada del país i la història es tradueix en la crida al seu alliberament heroic. Nerta (1884) que, com les nòvas medievals es val d'octosíl·labs, reprèn la figura de la "noia que fuig". En Lo poema dau Ròse (1897), el tema simbolista del gran riu fluent que s'ho emmena tot, vides i ideals, permet l'adolorida sublimació del fracàs del felibritge en la seva reivindicació.
L'any 1904, fou guardonat amb el Premi Nobel de Literatura, juntament amb el dramaturg José Echegaray y Eizaguirre, «en reconeixement de l'originalitat fresca i la inspiració veritable de la seva producció poètica, que reflecteix fidelment el paisatge natural i l'esperit nadiu de la seva gent i, a més, el seu treball significatiu com a filòleg occità». Amb l'import del premi, creà el Musée Arlaten de la ciutat d'Arle.

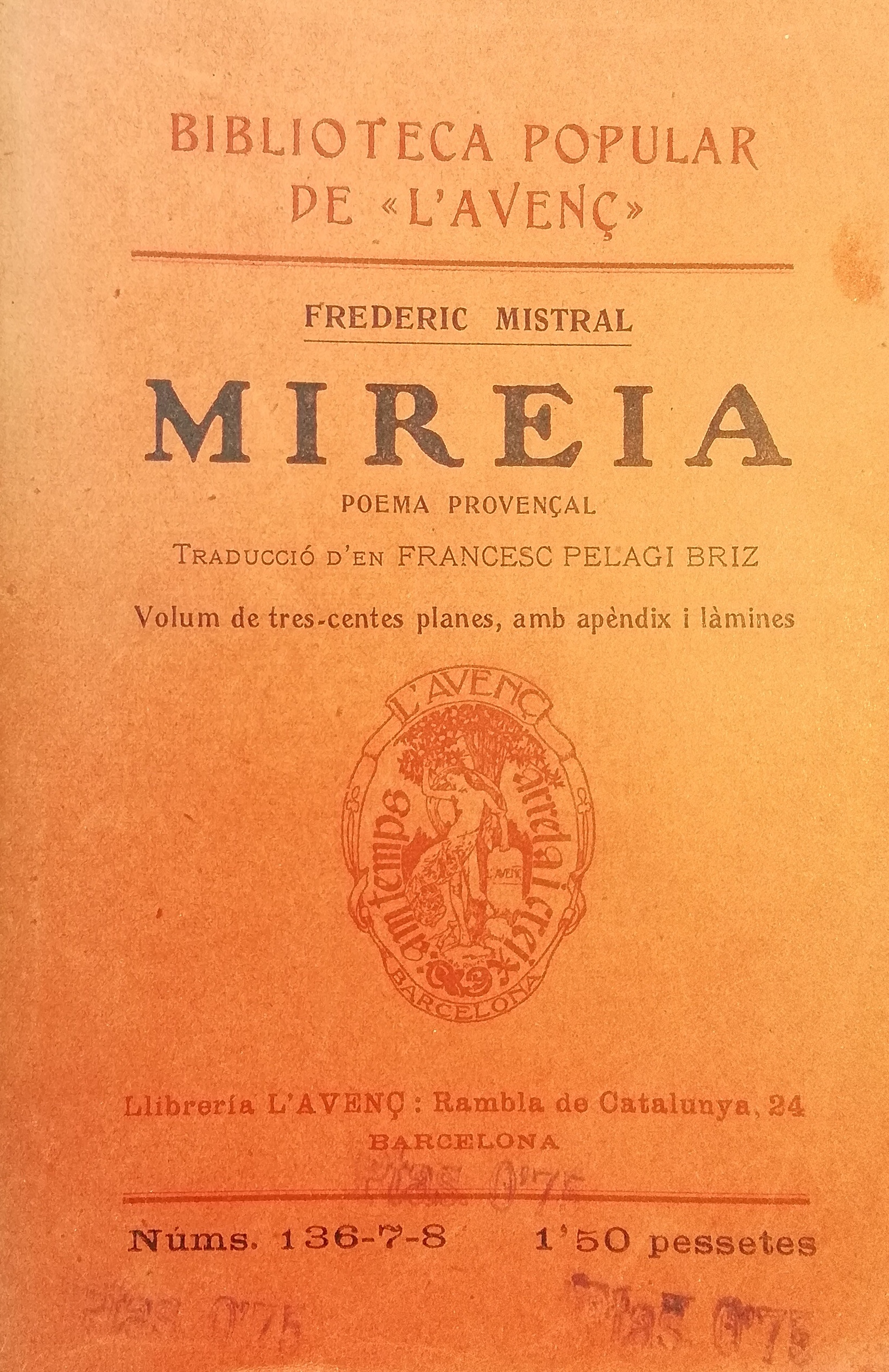
Exemplar de Mireia (Mirèio) de Frederic Mistral, traduït al català dins la col·lecció Biblioteca Popular de L'Avenç l'any 1914 a Barcelona

## Aportació política
A l'inici, Mistral opinava que la peça clau de la identificació amb les nacionalitats era la llengua, que és l'eix d'identificació d'un poble històric. Deia que el centralisme és l'enemic perquè destrueix els valors de les unitats històriques i afirmava que el centralisme tenia el seu element bàsic en la industrialització. Identificava, aleshores, estat centralista amb civilització industrial. La seva visió d'Occitània va ser clarament ruralista.
L'al·legoria de La comtessa representa la història d'una comtessa (Provença) que és empresonada per la seva germana dolenta (el centralisme francès). Al seu parer, el federalisme pot permetre la relació entre nacionalitats sense estat. Per a ell, federalisme és relació entre pobles, no tant entre estats. Creia que calia una reconstrucció de la cultura llatina mediterrània des de les nacions, no des dels estats. L'Europa de les nacions aporta coses que no pot aportar l'Europa dels estats.
Amb tot, més endavant, les posicions de Mistral es feren més conservadores i, al cap de cert temps, abandonà les seves tesis federalistes.

## Obres

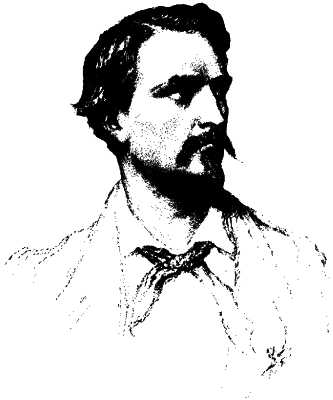
Dibuix de Frederic Mistral realitzat per Charles Alfred Downer

La poeta mallorquina Maria Antònia Salvà traduí algunes obres de Frederic Mistral al català:
- 1859: Mirèio.
- 1867: Calendau.
- 1875: Lis isclo d'or.
- 1884: Nèrto, novel·la.
- 1878-1886: Lou tresor dóu felibrige, indispensable encara avui dia «PDF».
- 1890: La rèino Jano, drama.
- 1897: Lou pouèmo dou Rose.
- 1906: Moun espelido, memori e raconte, memòries.
- 1906: Discours e dicho.
- 1910: La genèsi, traducho en prouvençau.
- 1912: Lis oulivado.
- 1926: Proso d'Armana, publicació pòstuma.